# Ramazan Ramazanow
Ramazan Eldarowicz Ramazanow (ros. Рамазан Эльдарович Рамазанов; ur. 15 lutego 1995) – rosyjski, a od 2020 roku bułgarski zapaśnik startujący w stylu wolnym. Brązowy medalista mistrzostw świata w 2023. Srebrny medalista mistrzostw Europy w 2023; brązowy w 2022 i 2024 roku.